# Heuberg (berg i Österrike, Burgenland)
Heuberg är ett berg i Österrike.   Det ligger i förbundslandet Burgenland, i den östra delen av landet, 60 km söder om huvudstaden Wien. Toppen på Heuberg är 733 meter över havet, eller 7 meter över den omgivande terrängen. Bredden vid basen är 0,22 km. Heuberg ingår i Rosaliengebirge.
Terrängen runt Heuberg är huvudsakligen lite kuperad. Närmaste större samhälle är Wiener Neustadt, 11,8 km norr om Heuberg. 
I omgivningarna runt Heuberg växer i huvudsak blandskog. Runt Heuberg är det ganska tätbefolkat, med 86 invånare per kvadratkilometer.